# S/2011 J 3
S/2011 J 3 è un piccolo satellite naturale esterno di Giove.

## Scoperta
Il satellite è stato scoperto il 27 settembre 2011 dal gruppo diretto da Scott S. Sheppard, utilizzando il telescopio Magellano-Baade di 6,5 m posizionato presso il Las Campanas Observatory, in Cile. L'annuncio fu dato dal Minor Planet Center 11 anni più tardi, il 20 dicembre 2022, dopo una lunga serie di osservazioni che hanno permesso di raccogliere i dati necessari per confermare l'orbita del satellite.

## Parametri orbitali
S/2011 J 3 fa parte del gruppo di Imalia, un gruppo molto compatto di satelliti irregolari in moto progrado rispetto a Giove e che seguono orbite simili a quelle di Imalia, con semiasse maggiore compreso tra 11 e 12 milioni di km e inclinazione orbitale compresa nell'intervallo 26–31°.

## Caratteristiche fisiche
Il satellite, che ha un diametro di circa 3 km e una magnitudine assoluta di 16,3, è uno dei membri più piccoli del gruppo di Imalia.